# Halbsäule von Breza

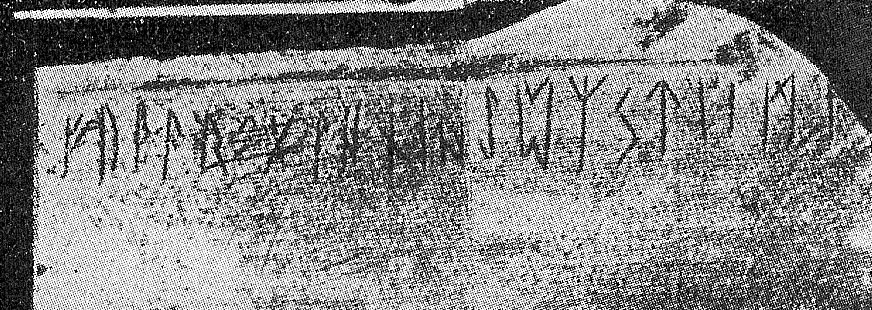
Verkürztes Futhark auf der Halbsäule von Breza – Foto von 1930, Einritzungen von etwa 550 n. Chr.

Die Halbsäule von Breza ist ein archäologischer Fund aus Breza in der Nähe von Sarajevo im heutigen Bosnien-Herzegowina. Es handelt sich um eine Halbsäule aus Mergel, in welche als Graffiti Runenzeichen der älteren Runenreihe, auch „älteres Futhark“ genannt, eingeritzt sind.

## Fundbeschreibung
Die Halbsäule wurde 1930
in einer byzantinischen Kirchenruine in Breza, das 25 km nordwestlich von Sarajevo liegt, entdeckt. Das Säulenfragment ist 56 cm hoch und hat einen Querschnitt von 30 cm. Die Runenzeichen haben eine Höhe zwischen 0,5 cm und 2,6 cm, meistens etwa 2 cm. Sie sind nicht eingemeißelt, sondern wurden mit einem scharfen Gegenstand, z. B. einem Messer, eingeritzt.
Am Fundort wurden auch Graffiti in lateinischer Schrift gefunden, unter anderem ein lateinisches Alphabet. Die Halbsäule von Breza befindet sich im Nationalmuseum von Bosnien und Herzegowina in Sarajevo.

## Beschreibung der Runeninschrift

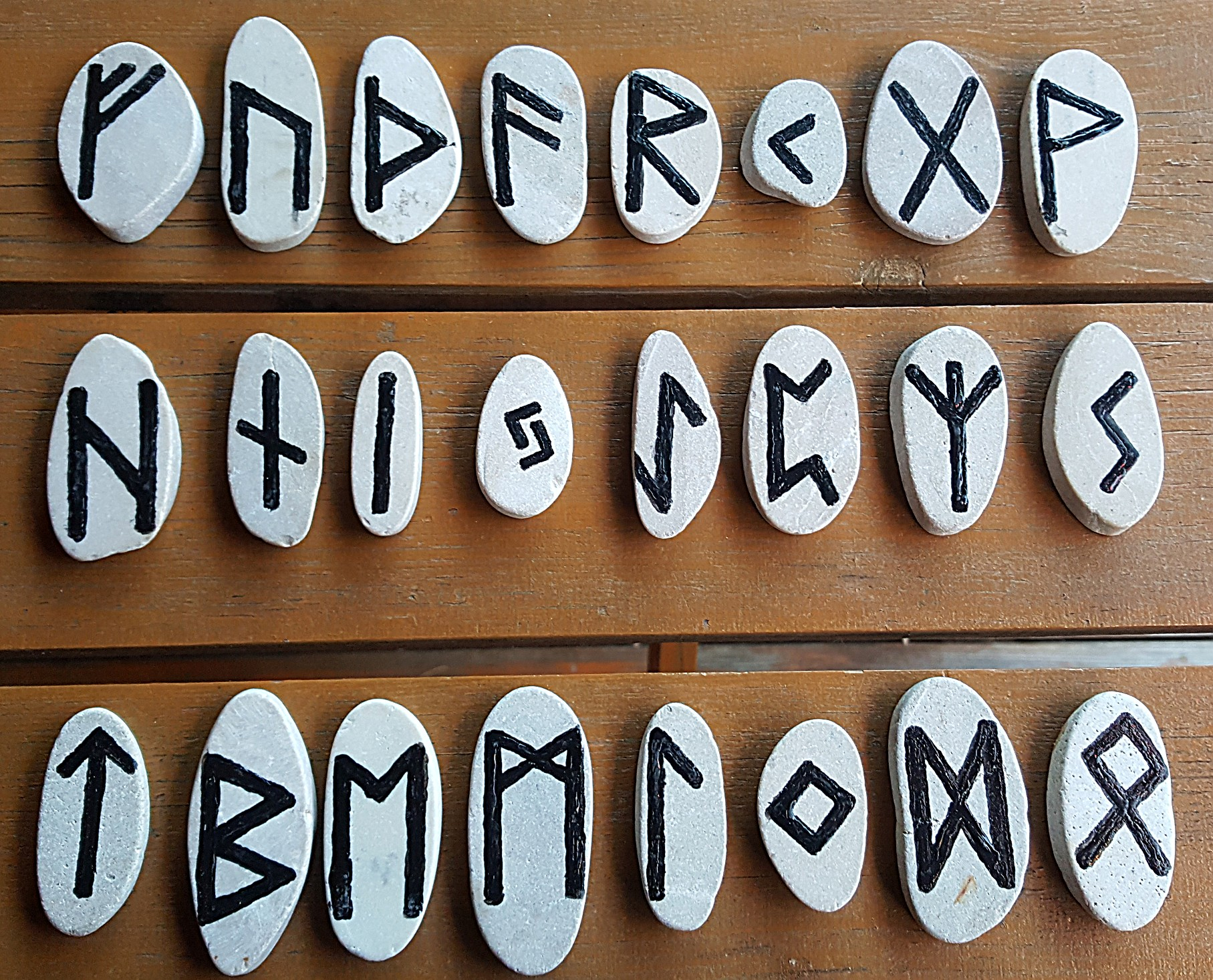
Alle 24 Zeichen des älteren Futhark

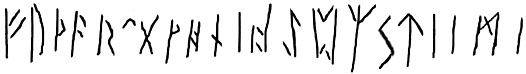
Nachzeichnung der Runen des Fundes von Breza:
f u þ a r k g w h n i j i p ï s t e (unvollständig) m l (unvollständig)

Die Inschrift auf dem Halbsäulenfragment von Breza zeigt 20 der sonst aus 24 Zeichen bestehenden älteren Runenreihe. Wegen des Abbruchs des Säulenrandes fehlen auf dem Steinfragment beim Laguz (l) der Seitenzweig sowie die letzten drei Runen ganz. Gemäß Helmut Arntz wurde Berkana (b) vom Schreiber „aus Versehen ausgelassen“. Tineke Looijenga vermutet, dass sich die B-Rune ursprünglich auf dem abgebrochenen Teil befunden hat, wobei jedoch die sonst übliche Anordnung innerhalb der Runenreihe unerklärlicherweise sehr stark durchbrochen worden wäre. Ehwaz (e) wurde entweder unvollständig eingeritzt oder ist unvollständig erhalten. Kenaz (k) ist um 90° gedreht und hat somit die Form eines Daches, was auch bei weiteren archäologischen Runenfunden der Fall ist. Pertho (p) und Jera (j) haben Sonderformen, die ebenfalls bereits von einigen anderen Funden bekannt sind. Für Hagalaz wird die zweistrichige Form ᚻ verwendet, was auf einen westgermanischen Ursprung der Inschrift schließen lässt.

## Datierung und Urheber
Helmut Arntz datiert die Inschrift auf etwa 525 n. Chr. Wolfgang Krause kommt auf die Mitte des 6. Jahrhunderts und vermutet, dass das Graffito „wahrscheinlich von durchziehenden Soldaten eines nicht näher zu bestimmenden südgermanischen Stammes eingeritzt worden war.“ Tineke Looijenga zählt den Schreiber zu den Langobarden, da diese von 535 bis 567 in der Gegend um Breza gelebt hätten. Folglich vermutet sie diesen Zeitraum auch als Entstehungszeitraum dieses Runengraffitos.